# Troep (dieren)
Een troep is een groep dieren van dezelfde soort, die zich als groep bij elkaar verzamelen bij wijze van sociaal gedrag. De meeste soorten apen zijn sociale dieren die in troepen leven. Zo'n troep kan zich splitsen in verschillende troepen, en daarna weer samenvoegen (om samen te overnachten). Bij allerlei soorten dieren wordt gesproken van een troep dieren, als een meer specifieke groepsnaam ontbreekt (zoals een kudde hoefdieren). 
Bijvoorbeeld:
- Veel zoogdieren, zoals apen, hyena's
- Ook zeezoogdieren: dolfijnen, orka's
- Dinosauriërs
- Vogels bij elkaar op de grond of in het water, zoals een troep kraanvogels.

## Andere benoeming van dieren in een groep
- Bij vliegende dieren zoals vogels en insecten spreekt men van een zwerm en bij vogels, indien het een geordende groep betreft, ook van een vlucht: een vlucht wilde ganzen, een vlucht regenwulpen.
- Bij zwemmende dieren zoals vissen spreekt men van een school
- Een kolonie is een groep dieren gebonden aan een bepaalde locatie, zoals een broedkolonie of een kolonie eendemosselen.
- Zie ook: Benamingen voor dieren.

## Trivia
- De oorspronkelijke betekenis van troep is groep. Die betekenis is terug te vinden in de aanduiding van militairen als troepen. Soms wordt een groep mensen ook wel aangeduid als troep, vaak in een minder gunstige betekenis: een troep hippies e.d.